# RISING SUN TO THE WORLD
「RISING SUN TO THE WORLD」（ライジング サン トゥ ザ ワールド）は、EXILE TRIBEの4枚目のシングル。2021年1月1日にrhythm zoneから発売。

## 概要
本作は、EXILE TRIBEによるコンセプトシングル。テーマは「日本を元気に。そして、日本の元気で、世界を元気に」。
「CD+DVD」(豪華盤)、「CD+Blu-ray」(豪華盤)、「CD+DVD」、「CD+Blu-ray」、「CD」の5形態(全形態スマプラフォトブック対応)での発売。また、楽天市場限定コラボレーショングッズ付き商品を販売
。
EXILE、三代目 J SOUL BROTHERSのそれぞれの新曲、GENERATIONS、THE RAMPAGE、FANTASTICS、BALLISTIK BOYZの4つのグループによるJr.EXILEとしての新曲が収録。
豪華盤の初回生産限定盤には、楽曲、ミュージックビデオの制作過程を追ったメイキング映像を収録。

## 楽曲について
- RED PHOENIX / EXILE

ATSUSHIのグループ活動勇退後、14人体制となり初めて発表された曲。2020年11月23日に先行配信された。
- RISING SOUL / 三代目 J SOUL BROTHERS from EXILE TRIBE

約8か月ぶりの新曲。歌詞はデビューからの軌跡と「日本を元気に」がテーマ。メジャーデビュー10周年を迎えた2020年11月10日に先行配信された。
- WAY TO THE GLORY / Jr.EXILE

GENERATIONS、THE RAMPAGE、FANTASTICS、BALLISTIK BOYZの4つのグループ合同で初のオリジナル曲。2020年11月30日に先行配信された。ミュージックビデオのコンセプトは「道」。

## 収録曲

### CD
1. Overture -RISING SUN TO THE WORLD-
2. RED PHOENIX / EXILE
作詞：TAKAHIRO、SHOKICHI、YVES&ADAMS / 作曲：SHOKICHI、ALAN SHIRAHAMA、Hi-yunk(BACK-ON)、SLAY HIROKI
  - 日本テレビ系『スッキリ』2020年12月度エンディングテーマ[12]
3. RISING SOUL / 三代目 J SOUL BROTHERS
作詞：RYUJI IMAICHI、YVES&ADAMS / 作曲：T.Kura、JAY'ED
4. WAY TO THE GLORY / Jr.EXILE
作詞：YVES&ADAMS / 作曲：Henrik Nordenback、Christian Fast、Andreas Ohrn
5. RED PHOENIX (Instrumental)
6. RISING SOUL (Instrumental)
7. WAY TO THE GLORY (Instrumental)

### 映像DISC
1. RED PHOENIX -Music Video-
2. RISING SOUL -Music Video-
3. WAY TO THE GLORY -Music Video-

- 以下は豪華盤（初回生産限定盤）のみに収録。
＜Behind The Scenes -RISING SUN TO THE WORLD-＞
  - EXILE
  - 三代目 J SOUL BROTHERS from EXILE TRIBE
  - Jr.EXILE